# Gerhard Wehle
Gerhard Wehle (* 8. September 1924 in Reichenberg, Böhmen bzw. Tschechoslowakei) ist ein deutscher Erziehungswissenschaftler. Er hatte einen Lehrstuhl für Erziehungswissenschaft in Düsseldorf inne.

## Leben und Wirken
Gerhard Wehle wurde 1924 im tschechoslowakischen Liberec, deutsch Reichenberg, im nordböhmischen Sudetenland geboren. Er war Soldat im Zweiten Weltkrieg. Nach der Kriegsgefangenschaft lebte er in  Nordhessen. Von 1946 bis 1948 war er Schulhelfer einer Volksschule in Rotenburg an der Fulda. Danach wurde er am Pädagogischen Institut in Kassel ausgebildet, studierte ab 1950 Pädagogik, Psychologie und Deutsche Philologie an der Georg-August-Universität Göttingen und wurde Assistent in Theoretischer Pädagogik beim sudetendeutschen Gottfried Preissler. 1952 absolvierte er die Zweite Staatsprüfung für das Lehramt an Volksschulen. Danach war er bis 1955 im Schuldienst tätig. Im Jahr 1955 wurde er bei Erich Weniger in Göttingen zum Dr. phil. promoviert und im selben Jahr dessen Assistent am Pädagogischen Seminar.
1957 wurde er außerplanmäßiger und 1960 planmäßiger Dozent für Allgemeine Pädagogik an der Pädagogischen Hochschule Braunschweig. 1961 wurde er zum Professor für Allgemeine Pädagogik an der Pädagogischen Hochschule Neuss ernannt, die 1980 in der Universität Düsseldorf aufging. Von 1974 bis zu seiner Emeritierung war er ordentlicher Professor für Erziehungswissenschaft am Lehrstuhl Erziehungswissenschaft III der Heinrich-Heine-Universität Düsseldorf. Ein Schwerpunkt seiner Forschung war der Pädagoge Georg Kerschensteiner. Der Philosoph Karl Albert nannte Wehle einen durchaus konservativen Pädagogen.
Eine bekannte Schülerin Wehles ist Annette Schavan, die bei ihm promovierte. Der Doktorgrad wurde Schavan durch den Fakultätsrat der Heinrich-Heine-Universität am 5. Februar 2013 aberkannt.
Gerhard Wehle ist katholisch, hatte 1957 Ruth Eikeln geheiratet und mit ihr den Sohn Klaus bekommen.

## Schriften (Auswahl)
- Praxis und Theorie im Lebenswerk Georg Kerschensteiners (= Göttinger Studien zur Pädagogik. Heft 1). Beltz, Weinheim 1956 (zugleich Dissertation Göttingen 1955); 2., neu bearbeitete Auflage ebenda 1964. OCLC 18472801.
- als Hrsg.: Georg Kerschensteiner. Ausgewählte pädagogische Schriften. 2 Bände. 1966–1968.
- Bildungsplanung. Begriff, Tendenzen, Methoden (= Münsterische Beiträge zu pädagogischen Zeitfragen. Band 12). Deutsches Institut für Wissenschaftliche Pädagogik, Münster 1968. OCLC 256356402.
- als Hrsg. mit Josef Speck: Handbuch pädagogischer Grundbegriffe. 3 Bände. Kösel Verlag, München 1969–1970, OCLC 2775454.
- als Hrsg.: Pädagogik aktuell. Lexikon pädagogischer Schlagworte und Begriffe. 3 Bände. Kösel Verlag, München 1973.
  - Band 1: Erziehung, Erziehungswissenschaft. ISBN 3-466-30064-9.
  - Band 2: Bildungsforschung, Bildungspolitik. ISBN 3-466-30065-7.
  - Band 3: Unterricht, Curriculum. ISBN 3-466-30066-5.
- als Hrsg.: Kerschensteiner (= Wege der Forschung. Band 199). Wissenschaftliche Buchgesellschaft, Darmstadt 1979, ISBN 3-534-04365-0.
- mit Friedhelm Nicolin (Hrsg.): Theodor Litt. Pädagogische Analysen zu seinem Werk. Klinkhardt, Bad Heilbrunn 1982, ISBN 3-7815-0503-0.
- Bibliographie Georg Kerschensteiner. Im Druck erschienene Schriften, Reden und nachgelassene Manuskripte. Westdeutscher Verlag, Opladen 1987, ISBN 3-531-03213-5.

Unselbstständige Veröffentlichungen:
- Erinnerung an Georg Kerschensteiner. Denkanstösse für uns. In: Symposium zum 150. Geburtstag des Münchner Reformpädagogen. Allitera-Verlag, München 2005, ISBN 3-86520-097-4.